# Siegmund Astner
Siegmund Astner (* 27. Oktober 1954) ist ein österreichischer Politiker (SPÖ). Astner war von 2009 bis 2013 Abgeordneter zum Kärntner Landtag.
Astner absolvierte nach der Volks- und Hauptschule eine Lehre als Landmaschinenmechaniker und arbeitete zwischen 1970 und 1976 in seinem Beruf für die Firma Raiffeisen. Danach wechselte er von 1976 bis 1980 als Nähmaschinenmechaniker zur Firma Rosner und war danach zwischen 1980 und 1990 Vertragsbediensteter der Stadtgemeinde Hermagor. Seit 1990 übt Astner das Amt des Bundesgeschäftsführer der SPÖ-Bauern aus. 
Astner wurde am 19. September 2007 zum Bezirksvorsitzenden der SPÖ-Hermagor gewählt, wo er sich in einer Kampfabstimmung mit 68,6 % durchsetzte. Am 31. März 2009 wurde er als Landtagsabgeordneter im Kärntner Landtag angelobt. 
Astner ist verheiratet und Vater einer Tochter und eines Sohnes. Er lebt in Tröpolach, Gemeinde Hermagor-Pressegger See.